# Andrea Tafi (ciclista)
Andrea Tafi (nascido a 7 de maio de 1966 em Fucecchio, Toscana), apelidado Il Gladiatore (O gladiador) foi um ciclista italiano, profissional entre os anos 1989 e 2005.
Especializou-se na disputa de clássicas, sendo duas vezes terceiro da Copa do Mundo de ciclismo e ganhando em três dos cinco Monumentos do ciclismo.
Em 24 de julho de 2013 seu nome apareceu no relatório publicado pelo senado francês como um dos trinta ciclistas que teriam dado positivo no Tour de France de 1998 com carácter retroespectivo, já que analisaram as amostras de urina daquele ano com os métodos antidopagem actuais.

## Palmarés
| - 1989 - 1 etapa da Volta a Múrcia - 1 etapa do Volta ao Luxemburgo - 1990 - 1 etapa do Kellogg's Tour - 1991 - Giro de Lazio - 1994 - G. P. de Fourmies - 1995 - 3.º no Campeonato da Itália em Estrada - 1996 - Giro de Lombardia - Paris-Bruxelas - Giro de Lazio - Coppa Placci - Troféu Melinda - 1997 - 3.º na Copa do Mundo - Coppa Sabatini - Rochester International Classic - Grande Prêmio de Fourmies - 2 etapas do Tour de Langkawi | - 1998 - Campeonato da Itália em Estrada - 3.º na Copa do Mundo - 1 etapa do Tour de Langkawi - Coppa Agostoni - Giro de Lazio - Grande Prêmio Cidade de Camaiore - 1999 - Paris-Roubaix - Giro do Piamonte - 2000 - Paris-Tours - 2001 - 1 etapa da Volta a Burgos - 2002 - Volta à Flandres |

## Resultados nas Grandes Voltas e Campeonatos do Mundo
| Corrida            | 1989 | 1990 | 1991 | 1992 | 1993  | 1994 | 1995 | 1996 | 1997 | 1998 | 1999 | 2000 | 2001 | 2002  | 2003 | 2004 | 2005 |
| ------------------ | ---- | ---- | ---- | ---- | ----- | ---- | ---- | ---- | ---- | ---- | ---- | ---- | ---- | ----- | ---- | ---- | ---- |
| Giro d'Italia      | -    | Ab.  | Ab.  | -    | Ab.   | -    | 35.º | -    | -    | -    | 80.º | -    | -    | -     | -    | -    | -    |
| Tour de France     | -    | -    | -    | -    | 128.º | -    | 39.º | 45.º | 57.º | 42.º | -    | -    | -    | 106.º | -    | -    | -    |
| Volta a Espanha    | -    | -    | -    | 98.º | -     | -    | -    | -    | -    | -    | 29.º | 74.º | -    | -     | -    | -    | -    |
| Mundial em Estrada | -    | -    | -    | -    | -     | -    | -    | 6.º  | 20.º | 8.º  | 11.º | -    | -    | -     | -    | -    | -    |

### Clássicas, Campeonatos e JJ. OO.
| Corrida                | Corrida                | 1989 | 1990  | 1991  | 1992  | 1993  | 1994  | 1995 | 1996 | 1997 | 1998  | 1999 | 2000 | 2001 | 2002 | 2003  | 2004  | 2005 |
| ---------------------- | ---------------------- | ---- | ----- | ----- | ----- | ----- | ----- | ---- | ---- | ---- | ----- | ---- | ---- | ---- | ---- | ----- | ----- | ---- |
| Omloop Het Nieuwsblad  | Omloop Het Nieuwsblad  | —    | —     | —     | —     | —     | —     | —    | —    | —    | —     | —    | —    | —    | —    | Ab.   | —     | —    |
|                        | Milan San Remo         | —    | 81.º  | 134.º | 105.º | 95.º  | 88.º  | 41.º | 36.º | 76.º | 145.º | 57.º | 73.º | 88.º | —    | 120.º | 159.º | Ab.  |
| E3 Harelbeke           | E3 Harelbeke           | —    | —     | —     | 46.º  | 62.º  | —     | —    | —    | —    | —     | —    | —    | —    | —    | —     | —     | —    |
| Gante-Wevelgem         | Gante-Wevelgem         | —    | —     | —     | 53.º  | 33.º  | —     | 26.º | 50.º | 46.º | 20.º  | 76.º | 39.º | —    | Ab.  | 46.º  | —     | Ab.  |
|                        | Tour de Flandres       | —    | —     | —     | —     | 84.º  | —     | 35.º | 15.º | 26.º | 44.º  | 41.º | 22.º | 62.º | 1.º  | 47.º  | —     | 69.º |
| Scheldeprijs           | Scheldeprijs           | —    | —     | —     | —     | —     | —     | —    | —    | —    | —     | —    | 59.º | —    | —    | —     | —     | —    |
|                        | Paris-Roubaix          | —    | —     | 77.º  | 79.º  | —     | —     | 14.º | 3.º  | 19.º | 2.º   | 1.º  | 10.º | 27.º | 17.º | 5.º   | 43.º  | 42.º |
| Amstel Gold Race       | Amstel Gold Race       | —    | —     | 91.º  | 80.º  | 44.º  | —     | 40.º | —    | 2.º  | 30.º  | 59.º | 31.º | Ab.  | Ab.  | —     | —     | —    |
|                        | Liège-Bastogne-Liège   | —    | —     | —     | —     | —     | —     | —    | —    | 66.º | —     | —    | 65.º | —    | —    | —     | —     | —    |
| EuroEyes Classics      | EuroEyes Classics      | —    | —     | —     | —     | —     | —     | —    | —    | —    | 49.º  | 55.º | 81.º | —    | 53.º | 143.º | —     | —    |
| Clássica San Sebastián | Clássica San Sebastián | —    | —     | —     | —     | —     | —     | —    | —    | 13.º | 4.º   | —    | —    | —    | —    | —     | —     | —    |
| Bretagne Classic       | Bretagne Classic       | —    | —     | —     | —     | —     | —     | —    | —    | —    | —     | —    | 61.º | —    | 10.º | —     | —     | —    |
| Campeonato de Zurique  | Campeonato de Zurique  | —    | 85.º  | —     | —     | —     | 43.º  | 42.º | 13.º | 14.º | 4.º   | 37.º | —    | —    | Ab.  | —     | —     | —    |
| Paris-Tours            | Paris-Tours            | —    | 127.º | —     | 35.º  | 119.º | 118.º | —    | 51.º | 16.º | —     | —    | 1.º  | 72.º | —    | —     | 61.º  | —    |
|                        | Giro de Lombardia      | —    | —     | 70.º  | —     | —     | —     | —    | 1.º  | 7.º  | 10.º  | 30.º | 25.º | 31.º | —    | —     | Ab,   | —    |
| Mundial em Estrada     | Mundial em Estrada     | —    | —     | —     | —     | —     | —     | —    | 6.º  | 20.º | 8.º   | 11.º | —    | —    | —    | —     | —     | —    |
| Bélgica em Estrada     | Bélgica em Estrada     | —    | —     | —     | —     | —     | —     | 3.º  | —    | —    | 1.º   | —    | —    | —    | —    | —     | —     | —    |

-: não participa 

Ab.: abandono